# 朱宇温
唐敬王朱宇溫（1490年—1560年），唐成王朱彌鍗的弟弟文成恭靖王朱彌鉗之子。

## 生平
正德十六年（1521年）八月，封文城王。嘉靖二年（1523年），朱彌鍗去世，因為他的兩個兒子都夭折，兩年後的嘉靖四年（1525年），進封朱宇溫為唐王，襲封朱彌鍗的爵位，並追諡其父朱彌鉗為唐恭王。嘉靖三十九年（1560年）去世，諡號唐敬王，他的兒子朱宙栐繼承為唐王。
隆武元年（1645年），他的玄孫朱聿鍵稱帝後，追尊他為惠皇帝。

## 家庭

### 王妃
- 惠皇后趙氏[3]，初為文城王妃，嘉靖四年（1525年）進封唐王妃。隆武元年（1645年）追尊。
- 妃丁氏，生唐順王朱宙栐
- 劉氏，生金華郡主

### 子女

#### 子
1. 唐順王朱宙栐

#### 女
1. 金华郡主（1515-1537），嫁郭恒，育有二子一女。葬于南阳城北五里。2014年发现墓葬及墓志。[4]